# Michał Kierbedź
Michał Wincenty Kierbedź (ur. 22 sierpnia 1854 w Petersburgu, zm. 4 października 1932 w Warszawie) – polski inżynier kolejnictwa, budowniczy kolei, filantrop.

## Życiorys
W 1871 r. ukończył petersburskie gimnazjum i przez następne cztery lata studiował, tak samo jak jego ojciec i starszy brat stryjeczny Stanisław, w Instytucie Inżynierów Komunikacji, który ukończył w 1876.
W latach 1876–1880 pod kierownictwem Michała Jasiukowicza brał udział w przebudowie objazdu na Kolei Nikołajewskiej (linia Moskwa – Petersburg) największego mostu drewnianego w Rosji na rzece Werebii na nasyp ziemny z kamiennym przepustem, bez przerwy w eksploatacji linii kolejowej. W latach 1886–1908 pracował jako główny inżynier na Kolei Władykaukaskiej, której prezesem był jego stryjeczny brat Stanisław. Budował wiele odcinków tej linii kolejowej jak np. odcinek Tichorieck – Noworosyjsk w Kraju Krasnodarskim, czy też tunel o oryginalnej konstrukcji pod Noworosyjskiem. Pracował również na linii łączącej kurorty kaukaskie Piatigorsk, Żelaznowodsk, Essentuki i Kisłowodsk. W kaukaskich kurortach według jego projektów powstała infrastruktura hydrologiczna i we współpracy z inż. Stanisławem Bełzeckim, żelazne mosty.
W 1910 z powodu stopniowej utraty słuchu wycofał się z czynnego życia zawodowego i wraz z żoną zamieszkał w Petersburgu. Był człowiekiem zamożnym – właścicielem rodowych dóbr Pokierszyn nabytych Brahinia na Białorusi oraz dóbr ołtarzewskich, które odziedziczył po ojcu. Wspomagał Polaków w Rosji, a szczególnie uczącą się młodzież. m.in. przyczyniając się do wybudowania we Władykaukazie polskiej szkoły. Dzięki jego datkowi na sumę 165 000 rubli dla Rzymskokatolickiego Towarzystwa Dobroczynności przy kościele św. Katarzyny wybudowano nowoczesny kamienny gmach dla Przytułku dla Chłopców. W budynku tym, otwartym 30 października 1913 i zwanym Domem Kierbedzia, mieściły się internat, szkoła, warsztaty, stołówka i biblioteka. Kierował nim późniejszy biskup ks. Antoni Malecki.
Po rewolucji 1917 wyjechał z żoną do Polski, doprowadził do końca projekt swojego ojca, parcelacji majątku ołtarzewskiego pomiędzy jego pracowników. Mieszkał w Warszawie, pochowany został w rodzinnym grobowcu obok ojca i żony na warszawskich Powązkach (kwatera M-5/6-18).

## Rodzina
Urodził się w rodzinie inżyniera komunikacji Stanisława i jego żony Marii z Jankowskich. Miał trzech braci: Mikołaja (1851–1872), Stanisława (1858), Waleriana (1860), z których dwóch zmarło w dzieciństwie; dwie siostry Eugenię i Zofię oraz przyrodnią siostrę Paulinę. Ożenił się z gruzińską arystokratką Katarzyną Turczynin, małżeństwo to pozostało bezdzietne, żona zmarła na dwa lata przed jego śmiercią.

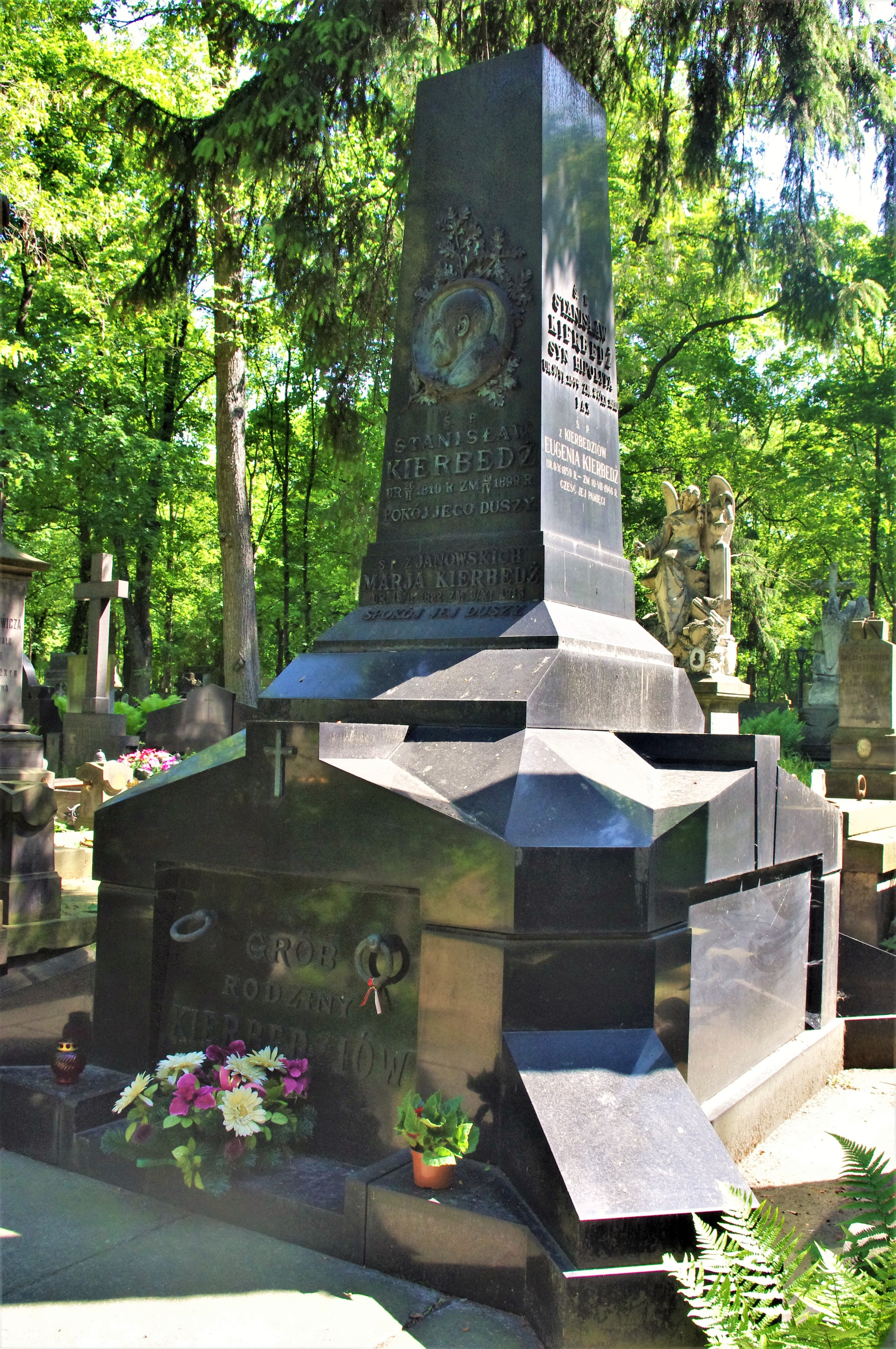
Grób Kierbedziów na Starych Powązkach w Warszawie